# Патаготитан
Патаготитан (лат. Patagotitan) — монотипний рід титанозаврових завроподів з формації Серро-Барсіно (ісп. Cerro Barcino) провінція Чубут, Патагонія, Аргентина. Містить єдиний вид, Patagotitan mayorum, вперше описаний у 2014 році, і офіційно оголошений у 2017 році Хосе Карбальдо, Дієго Пол та його колегами з музею палеонтології Егідіо-Феругліо.

## Назва
Типовий вид Patagotitan mayorum названо та описано у 2017 році Хосе Луїсом Карбальдо. Назва роду поєднує в собі назву Патагонія (лат. Patago) з грецькими титанами (грец. Τιτάν) через «силу і великий розмір» цього титанозавра. Видова назва має посилання на родину Майо (ісп. Mayo), власників ранчо Ла-Флеча.

## Опис

P.mayorum порівняно з людиною

Як і інші титанозаврові завроподи, патаготітан був чотириногим травоїдним з довгою шиєю та хвостом і вирізнявся надзвичайно великими розмірами.
У новинних звітах 2014 року розміри патаготітана оцінювалися у 40 метрів завдовжки та 77 тонн маси. У 2017 році Карбальдо та його колеги опублікували оцінку довжини 37 м і надали дві оцінки ваги: 69 тонн за допомогою рівняння масштабування та 44,2—77,6 тонни за допомогою об'ємного методу, заснованого на 3D-моделях скелета. За цими оцінками, патаготітан був на 10 % більшим за аргентинозавра. У 2019 році Грегорі С. Пол оцінив патаготітана в 31 м завдовжки та 50—55 тонн, використовуючи об'ємні моделі. Це робить його меншим за аргентинозавра, якого він оцінив у понад 35 м завдовжки та 65—75 тонн ваги. У 2020 році Кампіоне та Еванс дали оцінку маси тіла приблизно 55,7 тонни. У 2020 році Отеро та Карбальдо опублікували нижчу оцінку середньої маси — 57 тонн, використовуючи переглянуте рівняння масштабування, з допустимою погрішністю 42,5—71,4 тонни — близько до оцінки за об'ємом 2017 року.
Гістологія п'яти стегнових і однієї плечової кісток вказує на те, що особини померли в молодому віці, коли ріст сповільнився, але не припинився повністю.

### Характерні риси роду
Карбальдо та співавт., 2017 називають декілька характерних особливостей:
- Зчленування гіпосфен—гіпантрум виключно між однією парою хребців на рівні лопатки.
- Тіло хвостового першого хребця плоске спереду, але сильно опукле із заду.
- На задній стінці остистого відростка хвостового хребця є поділ.
- Прямий край на нижній зовнішній стороні стегнової кістки.
- Виражена западина на задній зовнішній стороні плечової кістки.

Гістологічні дослідження залишків кісток показують, що знайдені особи були дорослими, але ріст кісток ще не був завершений.

## Дослідження

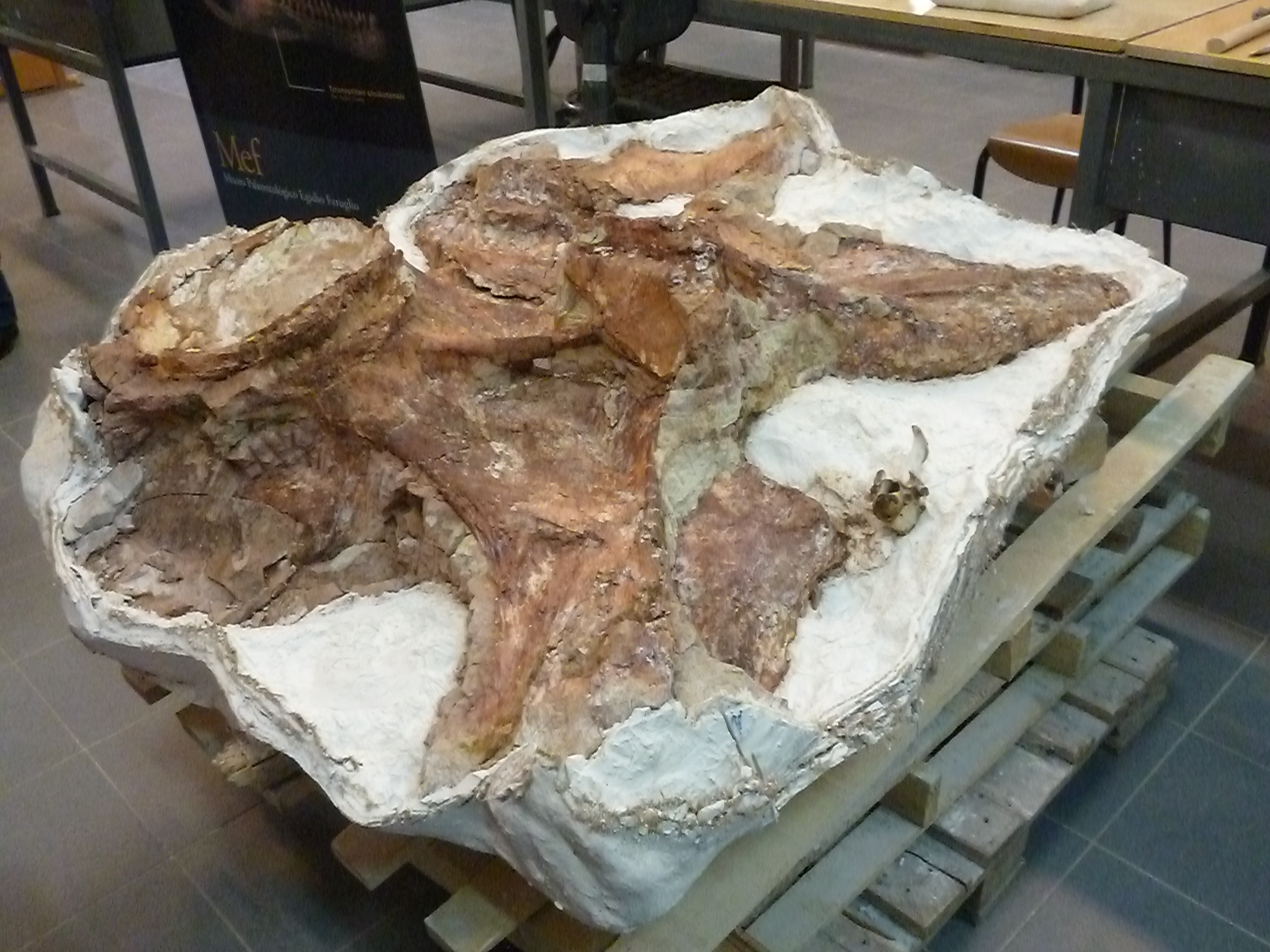
Хребець

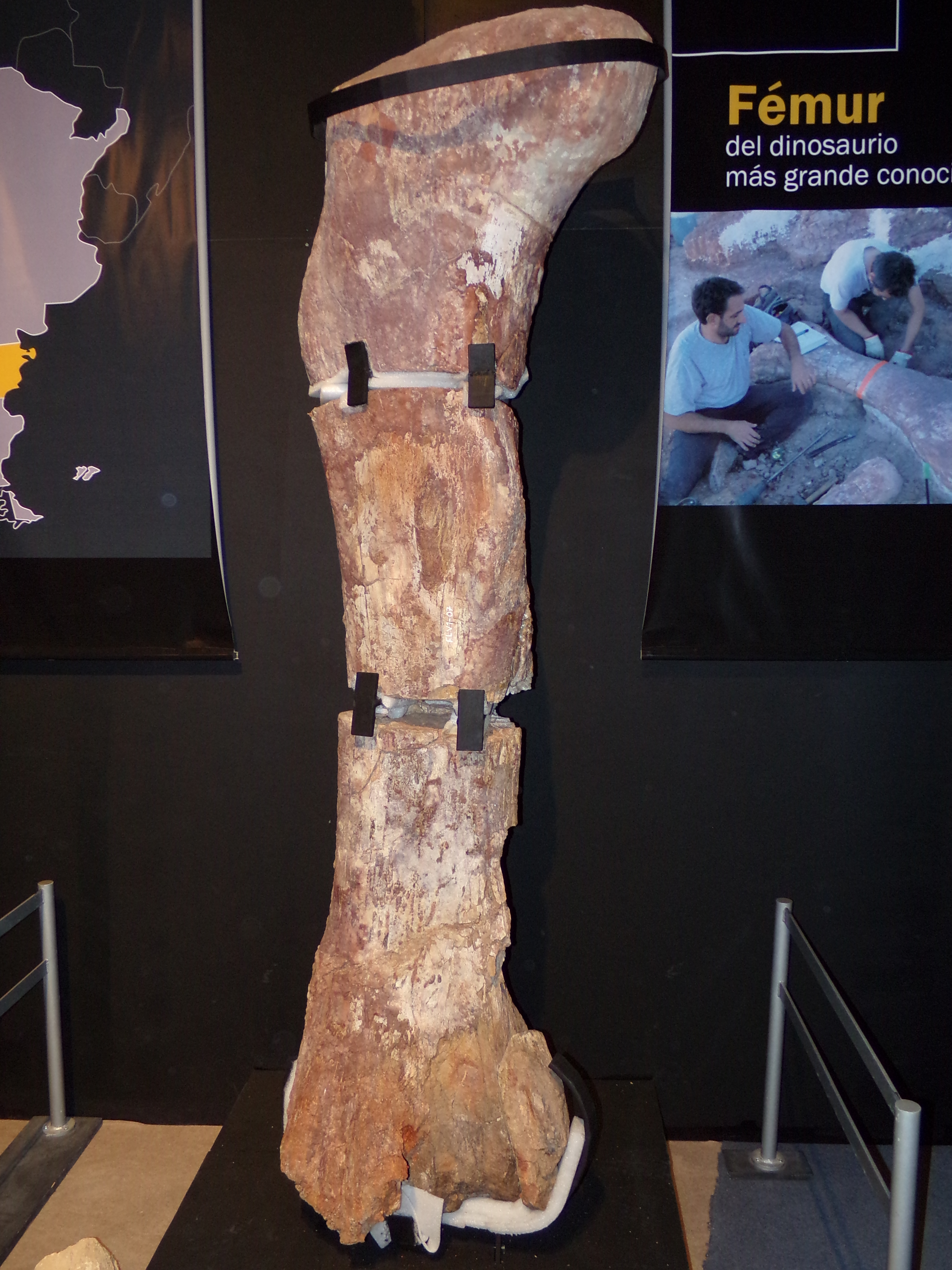
Стегнова кістка

Рештки патаготитану, частина нижнього стегна, були виявлені у 2008 році пастухом Ауреліо Ернандесом на пасовищі біля Ла-Флеча, що за 250 км на захід від Трелью Розкопки виконували палеонтологи з музею палеонтології Егідіо-Феругліо. Провідними вченими на розкопках були Хосе Луїс Карбальдо та Дієго Пол, частково розкопки фінансував Фонд Юрського періоду. Було виявлено рештки 6 неповних скелетів, що складаються з приблизно 150 кісток. Patagotitan є одним з найбільших титанозаврів, відомих на 2017 рік.
Рештки були виявлений у формації Серро-Барсіно, асфальтоосадового басейну Сомункура-Каньядон (ісп. Somuncurá-Cañadón) часів верхнього альбу—нижнього сеноману. Пласт має вік, (абсолютний геохронологічний час виміряно через мінерал циркон Уран-свинцевим методом у вулканічному попелі між основними горизонтами FLV1 і FLV2) 101,62 плюс-мінус 0,18 мільйона років.
Голотип, MPEF-PV 3400 складається з неповного скелета, який не має черепа. Він складається з двох шийних хребців, восьми зворотних хребців, кількох хвостових хребців з передньої ділянки хвоста, три шеврони, кількох ребер, обох грудних кісток, правого скапулокоракоїду плечового поясу, лобкових кісток та обидва стегна. Скелет був обраний як голотип, оскільки він був найкраще збереженим, а також що демонстрував найвідмінніші риси.
Інші зразки позначаються як паратипи.
- Паратип MPEF-PV 3399 являє собою другий скелет, що включає шість шийних хребців, чотири задні хребці, один хребет верхньої передньої частини, шістнадцять хребців заднього хвоста, ребра, шеврони, ліву нижню лапу, обидві сідничні кістки, ліву лобкову кістку та ліве стегно.
- Паратип MPEF-PV 3372 — зуб.
- Паратип MPEF-PV 3393 — задній хвостовий хребець.
- Паратип MPEF-PV 3395 — ліва плечова кістка,
- Паратип MPEF-PV 3396 — ліва плечова кістка,
- Паратип MPEF-PV 3397 — права плечова кістка.
- Паратип MPEF-PV 3375 — ліва стегнова кістка,
- Паратип MPEF-PV 3394 — права стегнова кістка
- Паратип MPEF-PV 3391 — дві малі гомілкові кісточки
- Паратип MPEF-PV3392 — дві малі гомілкові кісточки[2].

Знайдені тварини, хоч розкопані в одній формації, не всі померли одночасно. В межах товщини осідання 343 сантиметрів, що містять скам'янілості, у трьох «горизонтах» подій, в яких особі загинули під час повені. Вода більше не транспортувала туші, але покрила їх вулканічними пісковиками та аргілітами. Тварини були приблизно однакового розміру, з мінливістю не більше 5 % завдовжки. Наскільки можна з'ясувати, всі знайдені рештки належать до одного виду і, таким чином, є частиною моноспецифічного збору.
Приблизно за 300 метрів на захід від першого місця розкопок виявлені рештки тієї ж стратиграфічної точки (FLV4). Розкопки дали вісім когерентних хвостових хребців (у тому числі пов'язаних з ними шевронні кістки) і дві лобкові кістки завропод подібного розміру. Але розкопки ще не завершено (статус 2017), і чітка ідентифікація з патаготитаном ще не підтверджено.

## Філогенія
Patagotitan було віднесено до клади Титанозаври → Lognkosauria, як сестринський вид Argentinosaurus.

## Палеоекологія
Патаготитани жили за часів верхньої крейди, що відбулася 95-100 мільйонів років тому, на цьому терені тоді був ліс.